# 제1대 콘월리스 후작 찰스 콘월리스
제1대 콘월리스 후작 찰스 콘월리스(Charles Cornwallis, 1st Marquess Cornwallis, 가터 훈장, 추밀원, 1738년 12월 31일 ~ 1805년 10월 5일)는 영국의 육군 장군이자 정치인이다. 전 세계 식민지 총독을 맡았다. 미국과 영국에서는 미국 독립 전쟁 때 영국군을 지휘한 장군의 한 사람으로서 강하게 기억되고 있다. 1781년, 요크타운 전투에서 미국 - 프랑스 연합군에 그가 지휘하는 영국군이 항복한 것이 사실상 종전으로 간주하는 의견도 많지만, 실제로는 그 후에도 2년간은 교전 상태가 계속되었다. 이러한 패배를 경험 했음에도 불구하고 콘월리스는 영국 정부의 신뢰를 잃지 않고 그 활동적인 경력을 계속 쌓았다. 인도에서는 총독을 두 번이나 맡아 영세 통치법을 정한 것으로도 알려져 있다. 아일랜드 총독으로 가톨릭 해방을 주장하며 일으킨 1798년 아일랜드 반란과 프랑스의 아일랜드 침공에 대처했다. 또한 그레이트브리튼 왕국과 아일랜드 왕국의 통합을 완료했다. 1753년부터 1762년까지 브롬 자작(Viscount Brome), 1762년부터 1792년까지 콘월리스 백작(The Earl Cornwallis)으로 알려졌고, 그 후에 후작이 되었다.

## 성장기
콘월리스는 제5대 콘월리스 남작 찰스 콘월리스(Charles Cornwallis, 5th Baron Cornwallis, 후에 제1대 콘월리스 백작, 1st Earl Cornwallis)의 장남으로 런던의 그로스버너 광장 근처에서 태어났다. 그러나 가문의 영지는 켄트에 있었다. 콘월리스는 재산도, 혈연관계도 많이 있었다. 콘월리스 가는 14세기에 서퍽의 아이 근처에 있는 브롬 홀에 기반을 잡았고, 이후 300년간 가문을 주를 대표한 의원으로 의회에 보내고 있었다. 1627년에 프레더릭 콘월리스가 준남작이 되었으며, 찰스 1세를 위해 싸웠고, 찰스 2세를 따라 추방되었다. 프레더릭은 또한 1661년에 서퍽 아이 콘월리스 남작 되었고, 그 자손들은 사려 깊은 혼인으로 유서 깊은 가문으로 만들었다.
콘월리스의 어머니 엘리자베스(Elizabeth)는 제2대 타운젠드 자작 찰스 타운젠드(Charles Townshend, 2nd Viscount Townshend)의 딸이었고, 수상 로버트 월폴의 조카이기도 했다. 타운젠드법의 옹호자였던 재무장관 찰스 타운젠드는 어머니의 사촌뻘이었다. 아버지는 콘월리스 백작이 되었으며, 1753년에는 브롬 자작도 겸했다. 이때 콘월리스는 브롬 자작되었다. 동생 윌리엄(William Cornwallis)은 해군 제독이 되었고, 삼촌 프레더릭은 캔터베리 대주교였으며, 다른 삼촌 에드워드(Edward Cornwallis)는 캐나다 식민지 장교이자, 주지사였고, 핼리팩스의 시조가 되었다.

## 군 경력

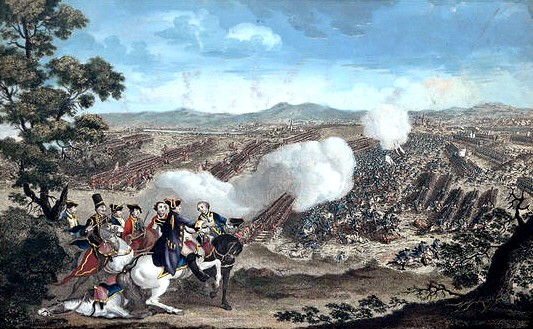
민덴 전투, 1785경

콘월리스는 이튼 컬리지와 캠브릿지의 클래어 컬리지에서 교육을 받았다. 이튼에 있을 때 하키를 하다가 후에 더럼 주교가 된 슈트 배링턴에게 맞아 사고를 당하여 눈에 상처를 입었다. 이어 케임브리지 클레어 대학에 진학했다. 1757년 12월 8일, 근위 보병 제1연대의 소위로 첫 군복무를 시작했다. 군인으로서의 교육이 여기에서 시작되었으며, 프로이센의 사관 로그인 대위와 유럽 대륙을 여행한 후 토리노의 육군 사관학교에서 배웠다. 1758년 토리노에서 학업을 마치고, 제네바를 여행했으며, 그곳에서 그는 영국군이 ‘7년 전쟁’에 파병될 것이라는 것을 알게 되었다. 와이트 섬에서 그의 연대가 떠나기 전에 도착하려 했지만, 그가 쾰른에 도착했을 때 이미 출발해 버린 것을 알았다. 그는 간신히 그랜비 경의 참모로 임명될 수 있었다.
1년 후 그는 민덴 전투에 참전을 했으며, 이 전투는 프랑스 군의 하노버 침공을 막았던 주요 전투였다. 이 전투가 끝난 후 그는 제85보병연대에서 대위 자리를 살 수 있었다. 1761년에는 제12보병연대에서 근무를 했으며, 그곳에서 그는 중령으로 진급을 했다. 그는 그의 연대를 이끌고 1761년 7월 15일~16일까지 벨링하우젠 전투에 참전을 했으며, 이 전투에서 용감함을 인정받았다. 1762년에는 치열한 빌헴스타흘 전투에 그의 연대를 이끌고 참전했다. 몇 주후 그들은 작센군 부대를 루터베르그 전투에서 물리치고, 카젤 공성전을 종결시켰다.

## 정치
1760년 1월에 콘월리스는 서폭스의 아이를 대표하는 의원이 되었다. 1762년에는 아버지의 작위를 이어 제2대 콘월리스 백작이 되었고 이것은 귀족원 의원으로 이어졌다. 그는 휘그당 유력자이자 미래의 수상이도는 록킹엄 경의 정치적 제자가 되었다.
그는 우표법을 반대한 5명 중에 하나였으며, 이것은 식민지 개척민들에 대한 그의 연민이었다. 이후 미국 독립 전쟁으로 이어진 긴장과 위기 속에서도 식민지에 대한 강력한 지지를 해왔다.
1768년 그는 연대 대령의 딸인 제미마 툴레킨 존스와 결혼을 했다. 그들은 딸 하나와 아들 하나를 가졌지만, 제미마는 1779년 사망을 하기 전까지 행복하고 독독한 결혼 생활을 하게 된다.

## 미국독립전쟁
보스턴 주변에서 미국 독립 전쟁의 시작을 알리는 분쟁이 일어난 후, 콘월리스는 이전의 식민지에 대한 연민은 접어두고, 실전에 임하게 되었다. 콘월리스는 다른 여러 명의 고위급 장교와 함께 미국으로 출발한 직후 승진을 하였다. 북미에서 중장으로 진급하면서, 1776년 헨리 클린턴 장군의 부관으로 시작하게 되었다. 클린턴 군은 1776년 5월에 북미의 노스 케이프 페어에 도착했다. 이 부대는 남쪽의 사우스 캐롤라이나로 향했으며, 6월에는 첫 번째 찰스턴 포위전에 참가했다. 이 때 돌파를 성공하여 결과적으로 무사히 철수할 수 있었다.

### 뉴욕-뉴저지 방면 작전
찰스턴 포위전을 실패한 후 클린턴과 콘월리스는 북쪽을 향해 뉴욕시 방면 작전을 지휘하는 윌리엄 하우 장군의 휘하에서 임무를 수행하게 되었다. 이 전략 동안 클린턴에게서 임무를 계속하고 있던 콘월리스는 롱아일랜드 전투에서 공을 세워 화이트 플레인 전투에 참가할 수 있었고, 워싱턴 요새 점령에서는 지원을 맡았다. 작전의 마지막에는 독립 부대의 지휘를 맡아 리 요새를 점령하고, 조지 워싱턴의 군대를 쫓아냈다. 워싱턴 군은 델라웨어 강을 건너 펜실베이니아까지 철수했고, 콘월리스는 뉴저지의 뉴브런즈윅까지 전진하는 것을 인정받았을 뿐이었다.

### 트렌튼과 프린스턴
영국군의 뉴욕 방면 작전과 그 후의 뉴저지 점령 후 콘월리스 군대는 동계 숙영에 들어가기 위해 잉글랜드로 귀향할 준비를 하고 있었다. 그러나 12월에 출항 준비를 하고 있을 때, 워싱턴이 트렌턴을 급습했다. 이 때문에 귀국이 취소되고, 하우로부터 워싱턴 군에 대처하도록 명령을 받았다. 당시 클린턴은 영국에 있었으므로, 콘월리스는 하우 장군의 바로 아래까지 올라갔다.
콘월리스는 그동안 뉴저지에 흩어져 있던 수비대를 모아 트렌턴으로 이동시켰다. 1777년 1월 2일, 애선핑크 크릭 근처에 진을 치고 있던 워싱턴 군과 대치했다. 그날 오후 늦게 일어난 제2차 트렌턴 전투에서 워싱턴이 이끄는 대륙군의 진지를 공격했지만 여의치 않았다. 다음날도 워싱턴군을 계속 공격하기 위하여 군대 대기시키고 있었다. 그러나 그날 밤 워싱턴군이 빠져나가 프린스턴의 영국군 진지를 공격했다. 대륙군이 콘월리스 군과의 교전을 피할 수 있었던 것은 워싱턴이 캠프의 불을 그대로 피워놓고, 움직임이 있는 것처럼 소리를 낸 속임수가 주효했으며, 한편으로 콘월리스가 대륙군의 움직임을 파악할 정찰대를 보내지 않았던 것도 재앙으로 돌아왔다. 프린스턴 전투 후 워싱턴 군은 북쪽의 모리스 타운으로 향했고, 영국군은 뉴브런즈윅과 파스안보이를 중심으로 동계 숙영에 들어갔다. 그 겨울 동안 대륙군이 보급을 받지 못하게 하고, 아군의 보급을 충당하기 위해 약탈 전쟁이라고 불렀던 습격에 참가했다. 이른 봄 4월 13일, 콘월리스는 바운드 브룩에서 벤자민 링컨의 수비대를 공격하여 성공했다. 그러나 이 성공도 오래 가지 못했고, 하우는 필라델피아 방면 작전을 위해 군대를 뉴욕 시로 되돌리기로 결정했다.

### 필라델피아 방면 작전
콘월리스가 하우 장군의 밑에서 복무하고 있던 1777년, 그는 필라델피아 방면 작전에서 야전 지휘관으로 참전했다. 하우 장군은 일격으로 전쟁을 끝내려고 필라델피아에 대한 공세를 시작하려 했다. 콘월리스는 경보병 부대의 지휘를 맡았다. 9월 11일 ‘브랜디 와인 전투’에서는 측면 공격을 담당하여 대륙군을 그 진지에서 후퇴시키게 하였다. 10월 4일 ‘저먼타운 전투’와 11월 20일 머서 요새 점령에서도 중요한 역할을 했다. 이후 필라델피아에서 동계 숙영에 들어간 사이에, 콘월리스는 중요한 정보를 입수하고 귀국을 했다.
콘월리스가 필라델피아로 돌아가자 하우 대신 총사령관을 맡았던 클린턴 휘하에 부지휘관으로 취임했다. 새러토가 전투에서 영국군 존 버고인 군이 항복하고, 프랑스가 참전한 후 영국군은 필라델피아를 점령하고 있는 것이 다른 곳에서 필요로 하는 귀중한 군대와 자원을 낭비하는 것으로 판단했다. 콘월리스는 필라델피아에서 뉴욕으로 육로로 철수하는 영국군의 전군을 맡아 1778년 6월 28일의 몬마스 전투에서 중요한 역할을 맡았다. 콘월리스는 영국군의 후방을 급습당한 이후 반격하여 적의 추격을 막았다. 11월에 다시 영국으로 돌아와 투병 요양 중인 아내를 문병했지만, 아내는 1779년 2월에 죽었다.

### 남부 전선
콘월리스는 1779년 7월에 다시 미국으로 돌아가 남부 전선에서 영국군의 중심적 역할을 담당하게 되었다. 그 해 말에, 클린턴과 콘월리스는 영국군 대군을 미국 남부로 보내, 1780년 봄 제2차 찰스턴 포위전을 시작했다. 이것은 벤저민 링컨이 지휘하는 대륙군의 항복으로 이어졌다. 이 포위전에 이어 왁스호에서 에이브러햄 뷰포드의 버지니아 연대를 격멸한 뒤에 클린턴이 뉴욕으로 돌아가자, 남아있던 콘월리스는 남부의 지휘관이 되었다.